# Шевченковский район (Харьковская область)
Шевченковский район (укр. Шевченківський район) — упразднённая административная единица на востоке центральной части Харьковской области Украины. Административный центр — посёлок городского типа Шевченково.

## География
Площадь — 977 км². Район граничит на севере с Великобурлукским, на востоке — с Купянским, на юге — с Изюмским и Балаклейским, на западе — с Чугуевским и Печенежским районами Харьковской области. От райцентра посёлка Шевченково до города Харькова — 80 км.
Основная река — Большой Бурлук.

## История
Район образован в 1935 году.

### В составе Российской империи
Возникновение хутора Булацеловки (ныне посёлок городского типа Шевченково) связано со строительством железной дороги Харьков-Белгород, закончившимся в 1899 году. В 1896 году была построена станция Булацеловка, вокруг которой в начале XX века на землях помещиков Булацелей, владевших огромными земельными массивами на территории современного Шевченковского района, возник хутор Булацеловка. Административно-территориально он входил в состав Староверовской волости Купянского уезда Харьковской губернии.
На станции появились станционные сооружения и ряд построек, принадлежавших купцам и торговцам. Уже в 1905 году здесь было семь амбаров и много лавок. Одновременно на хуторе стали селиться крестьяне, а также ремесленники: кузнецы, шорники и портные. В 1914 году в Булацеловке насчитывалось около 100 жителей.
В результате столыпинской реформы усилилось расслоение среди крестьян Булацеловки. Бедняки всё более разорялись, а их земля переходила в руки состоятельных землевладельцев.
В годы Первой мировой войны положение ещё больше ухудшилось. Непомерно выросли цены, значительная часть мужчин была забрана на фронт.

### Район в годы гражданской войны 1917—1921 годов
В декабре 1917 года Булацеловка была занята большевиками, в ней была установлена Советская власть. Однако по результатам договорённостей, достигнутых с большевистским правительством по Брест-литовскому мирному договору марта 1918 года, в апреле 1918 года территория района была занята австро-немецкими войсками.
После окончания австро-германской оккупации Булацеловку заняли войска Симона Петлюры, которых большевики выбили в январе 1919 года. Затем в июне 1919 года Булацеловку взяли войска Добровольческой армии генерала В. З. Май-Маевского, и на полгода здесь была установлена власть Вооружённых сил Юга России. 15 декабря 1919 года Булацеловка была снова занята РККА.

### 1920—1930-е годы
В 1922 году советские власти переименовали Булацеловку в честь украинского поэта Т. Г. Шевченко в Шевченково, а с 1923 году село вошло в состав Раковского района Купянского округа.
Благодаря НЭПу, проводимому большевистским правительством, к концу 1925 года в основном было завершено восстановление хозяйства, нарушенного Гражданской войной.
В 1929 году Шевченково стало районным центром, что способствовало его развитию. Здесь были сооружены электростанция, хлебопекарня, новые склады «Заготзерно», свыше 30 административных и хозяйственных помещений. Село было электрифицировано и радиофицировано.
Во время голода 1932—1933 годов пострадало очень много жителей района. Точное количество умерших от голода не известно.

### В годы Великой Отечественной войны
Труд шевченковцев, как и всех граждан бывшего Советского Союза, был прерван нападением Германии 22 июня 1941 года. С первых дней Великой Отечественной войны многие жители района ушли на фронт, вступив в ряды РККА.
В конце октября 1941 года немецкие войска захватили часть Шевченковского района, а 24 ноября — Шевченково. Ещё в сентябре 1941 года был создан партизанский отряд из 30 человек, в лесах организованы базы с оружием и взрывчатыми веществами, подготовлены конспиративные квартиры. Командиром партизанского отряда стал заведующий районным отделом народного образования Н. Ф. Гаврюшенко. Отряд принял активное участие в боях за освобождение района, вёл разведку и доставлял ценные сведения в штабы советских 199-й и 304-й стрелковых дивизий, занимавших здесь позиции. Партизаны также вели разъяснительную работу среди населения и распространяли листовки.
Всего с сентября 1941 по июнь 1942 года партизаны уничтожили свыше 100 немецких солдат и офицеров, захватили много оружия и других трофеев.
В ходе войны район был освобождён от противника, но затем вновь попал под немецкую оккупацию. Район был полностью освобождён 5 февраля 1943 года силами 3-й гвардейской танковой армии, 8-й и 12-й кавалерийскими дивизиями, 172-й и 350-й стрелковыми дивизиями РККА.
За годы войны район потерял свыше 5000 человек погибшими на фронте, более 200 человек были убиты на занятой немецкими войсками территории. Около 250 человек было принудительно отправлено в Германию.
558 шевченковцев за героизм и мужество, проявленные в годы Великой Отечественной войны были награждены орденами и медалями СССР. Кавалерами четырёх орденов стали М. И. Митилев и И. Ф. Гарячий.
Пятерым шевченковцам было присвоено высокое звание Герой Советского Союза:
- А. Г. Боженко — родился в селе Новониколаевка
- Д. Ф. Лоза (1922—2001) — родился в селе Колесниковка
- И. М. Сухомлин — родился в селе Василенково
- П. А. Рослик — родился в селе Александровка
- Г. Е. Штонда — родился в селе Новониколаевка

### Послевоенные годы
Героями Социалистического Труда стали уроженцы Шевченковского района: И. Ф. Гарячий, М. О. Макоедов, И. М. Пидлыпняк, С. Д. Курильченко, К. Т. Мамон, Ф. Ф. Богдан и П. М. Тесленко.
17 июля 2020 года в рамках административно-территориальной «реформы» по новому делению Харьковской области район был ликвидирован; его территория присоединена к Купянскому району.

## Демография
Население района составляет 19 895 человек (данные на 2019 г.), в том числе в городских условиях проживают 6804 человека, в сельских — 13 091 человек.
В 2004 году в районе родилось 186 человек и умерло 397 человек.
В данное время в районе функционируют 15 сельских и 1 поселковый совет.
Самые старые населённые пункты Шевченковского района — село Волосская Балаклея, которая существует с 1660-х, и село Нижний Бурлук (с 1706 года).

## Административное устройство
Район включает в себя:
| - Поселковых советов: 1 - Сельских советов: 15 | - Посёлков городского типа: 1 - Посёлков: 1 - Сёл: 58 |

### Местные советы
| Шевченковский поселковый совет Аркадевский сельский совет Безмятежненский сельский совет Березовский сельский совет Боровской сельский совет Василенковский сельский совет Великохуторский сельский совет Волосско-Балаклейский сельский совет | Гетмановский сельский совет Нижнебурлукский сельский совет Новониколаевский сельский совет Петровский сельский совет Петропольский сельский совет Семеновский сельский совет Сподобовский сельский совет Староверовский сельский совет |

### Населённые пункты
| с. Александровка с. Алексеевка с. Аркадевка с. Бараново с. Безмятежное с. Березовка с. Богодаровка пос. Боровское с. Василенково с. Великие Хутора с. Верхнезорянское с. Владимировка с. Волосская Балаклея с. Гетмановка с. Горожановка с. Гроза с. Дуванка с. Журавка с. Зорянское с. Ивановка (Нижнебурлукский сельсовет) | с. Ивановка (Петровский сельсовет) с. Колесниковка с. Кравцовка с. Лелюковка с. Максимовка с. Малые Крынки с. Мирополье с. Михайловка (Нижнебурлукский сельсовет) с. Михайловка (Шевченковский поссовет) с. Мостовое с. Нижний Бурлук с. Никольское с. Новониколаевка с. Новостепановка с. Новый Лиман с. Огурцовка с. Отрадное с. Первомайское с. Петровка с. Петрополье | с. Полтава с. Раевка с. Раздольное с. Сазоновка с. Самарское с. Семёновка с. Смоловка с. Сподобовка с. Ставище с. Станиславка с. Староверовка с. Старый Чизвик с. Сумское с. Татьяновка с. Троицкое с. Фёдоровка с. Худоярово пгт Шевченково с. Шевченково с. Шишковка |

#### Ликвидированные населённые пункты
| с. Бугаевка с. Весёлое с. Вишнёвое | с. Крейдянка с. Новый Чизвик с. Михайловка (Волосско-Балаклейский сельсовет) | с. Николаевка с. Олейниково с. Сергеевка |

## Экономика
На протяжении всего существования Шевченковского района основным занятием его жителей было сельское хозяйство. Общая площадь сельскохозяйственных угодий в районе составляет 85,7 тыс. га., из них:
- пашня — 69,6 тыс. га.;
- пастбища — 11,2 тыс. га.;
- сенокосы — 4,4 тыс. га.

Аграрный сектор района представлен 19 действующими агрофирмами и 46 фермерскими хозяйствами. Основное направление сельскохозяйственного производства района — растениеводство (приблизительно 75 % от общего объёма сельхозпроизводства). Значительно меньшая часть приходится на животноводство (25 %). В районе создана сеть перерабатывающих предприятий.
Промышленность района представлена несколькими предприятиями: производственно-коммерческая фирма «Старк» (добыча формовочного песка), ООО «Шевченковское специализированное ремонтно-транспортное предприятие» (ремонт сельхозтехники), ООО «Староверовский птицекомплекс» (поставщик птичьего мяса) и другие. В районе также добывается и обогащается нерудное сырьё для чёрной металлургии.
В планах развития района:
- внедрение более эффективной инвестиционной стратегии в развитие народнохозяйственного комплекса района;
- модернизация всей технологической базы производственных отраслей;
- осуществление полной программы государственной поддержки малого и среднего бизнеса;
- создание разных льготных условий для индивидуального жилищного строительства;
- обеспечение сферы гуманитарного развития человека;
- разработка и помощь предприятиям выйти из «теневой экономики»;
- реализация направлений административной реформы.

## Транспорт
Через район проходит международная железнодорожная магистраль с путём сообщения между Восточной частью России и со всей Украиной. Также через сам посёлок проходит автотранспортная магистраль с путём сообщения Украины с Луганской областью.
В посёлке имеется железнодорожный вокзал и автовокзал. Для внутреннего сообщения посёлка Шевченково с другими населёнными пунктами на территории района ходят маршрутные автобусные рейсы.

## Культура
СМИ в районе представлены: районной газетой «Краевыд» и газетой «Регион», а также телеканалами УТ-1, Студия «1+1», «Интер», «Simon», ICTV, СТБ, «Новый канал».
В районе два спортивных и один тренажёрный зал, 15 футбольных полей. Лучшим в районе считается Шевченковский спортивный комплекс. В районе работает 10 компьютерных классов, к интернету подключено 9 школ района: Шевченковская средняя школа № 1, лицей Шевченковского районного совета, Безмятеженская, Аркадьевская, Боровская, Староверовская, Волоско-Балаклеевская, Петровская и Сподобовская школы.
В Шевченковском районе зарегистрированы и действуют 4 религиозных общины:
- Христиан веры евангельской «Благовест» (главный служитель общины Николай Николаевич Канарейкин);
- Евангельских христиан-баптистов (уполномоченный служитель общины Анатолий Иванович Крышталь);
- Свято-Троицкая (Украинской православной церкви);
- Свято-Казанская (Украинской православной церкви);

## Достопримечательности
На территории района расположено более 600 древних курганов и 29 братских могил павших воинов Великой Отечественной войны. В самом посёлке Шевченково расположены два мемориальных комплекса Неизвестным солдатам. Главный из них расположен в центральной части посёлка, недалеко от центральной районной больницы. На территории мемориального комплекса установлено артиллерийское противотанковое орудие времён Великой Отечественной войны.
Из исторических достопримечательностей в районе имеется усадьба Марка Кропивницкого на хуторе Затишье возле села Сподобовка, где в 1902—1910 годах жил украинский драматург, основатель украинского профессионального театра. Основной достопримечательностью посёлка Шевченково является памятник украинскому поэту и кобзарю Т. Г. Шевченко, в честь которого назван район и посёлок.